# Mujskij rajon
Il Mujskij rajon (in russo Муйский район?) è un municipal'nyj rajon della Repubblica autonoma di Buriazia, nella Siberia. Istituito nel 1989, occupa una superficie di 25.164 chilometri quadrati, ospita una popolazione di circa 14.494 abitanti ed ha come capoluogo Taksimo.